# Mimivírus
Mimivirus é uma espécie de vírus gigante, parasita obrigatório do momozoário (Classe Rhyzopoda ou Sarcodina) Acanthamoeba polyphaga, por isso seu nome científico é Acanthamoeba polyphaga mimivirus (APMV). Popularmente o APMV é mais conhecido apenas como “mimivírus”.

## Descoberta
Foi descoberto em 1992 na Acanthamoeba polyphaga, porém, na época, acreditava-se ser uma bactéria do gênero Legionella. O vírus foi observado através de coloração do tipo Gram, por isso foi erradamente considerado uma bactéria gram-positiva. A consequência deste erro foi o nome que lhe deram, "Bradfordcoccus", devido ao distrito onde foi recolhido a ameba (Bradford na Inglaterra). Em 2003, pesquisas da Université de la Méditerranée em Marseille, França, publicaram uma página na revista Science identificando este microrganismo como sendo um vírus.
O mimivírus já foi considerado um possível causador de algumas formas de pneumonia, já que foram encontrados anticorpos para este vírus em alguns indivíduos com pneumonia. Atualmente acredita-se que ele infecta apenas as amebas, e estas causam a pneumonia.[carece de fontes?]

## Estrutura

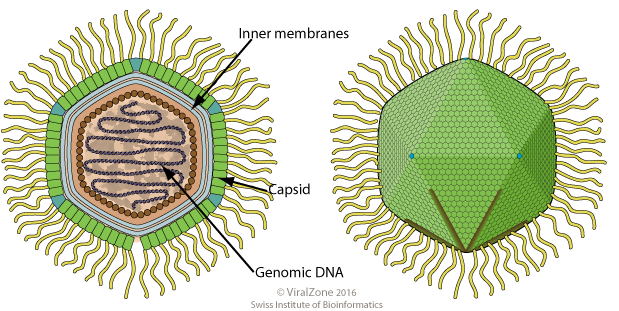
Desenho esquemático de um virião do género Mimivirus (secção transversal e vista lateral)

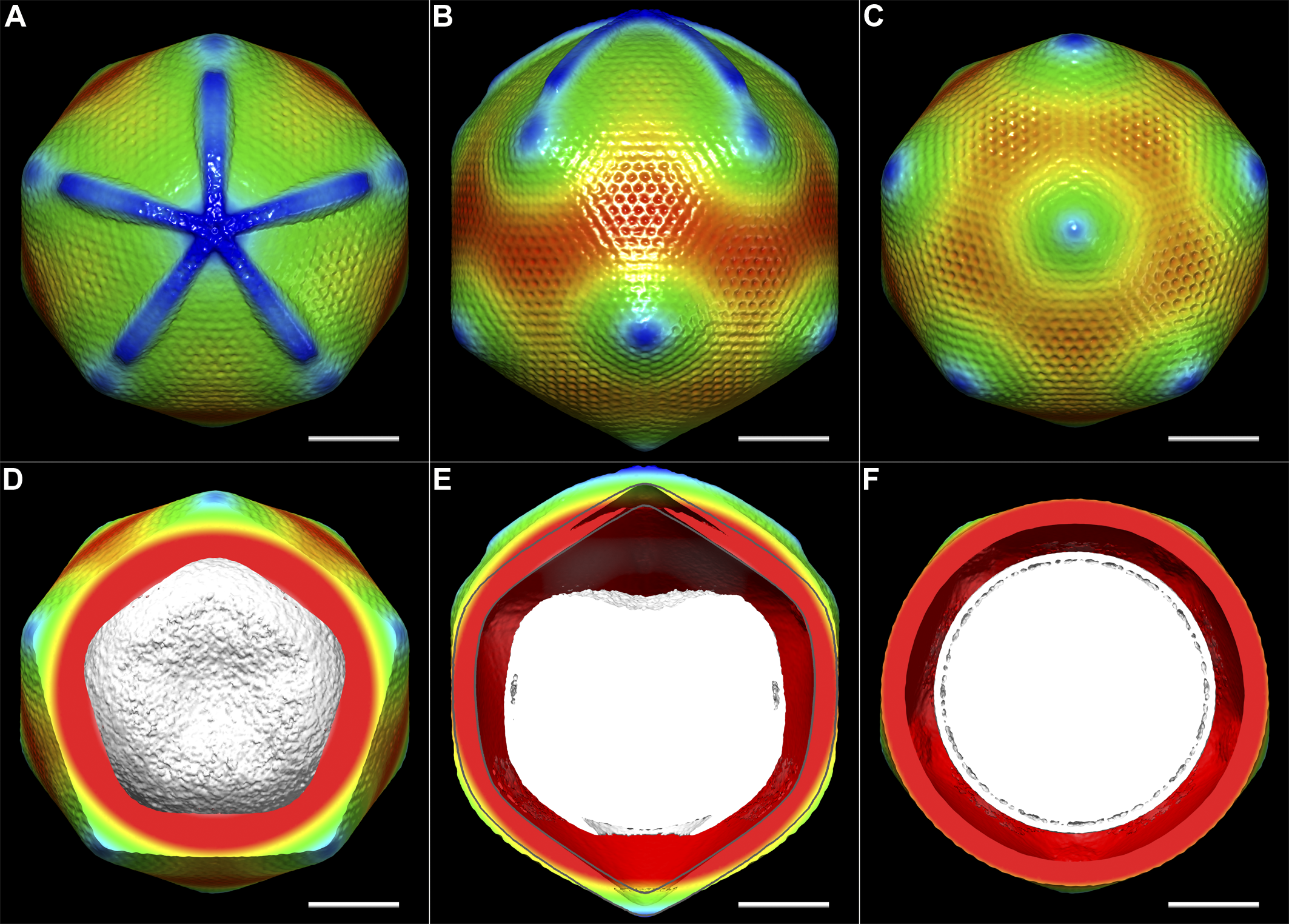
Reconstituição do Mimivirus

O mimivírus tem um capsídeo protéico no tamanho de 390 nm (nanômetros) e os filamentos protéicos de 100 nm, totalizando 600 nm, é um dos maiores vírus conhecidos (ficando atrás dos mamavirus e do Megavirus chilensis), sendo maior que algumas bactérias (que possuem 400 nm).
Através de microscopia eletrônica, nota-se que ele tem forma hexagonal, portanto seu capsídeo tem simetria icosaédrica, o que sugere que o vírus não sai da célula parasitada através de exocitose.

## Material genético

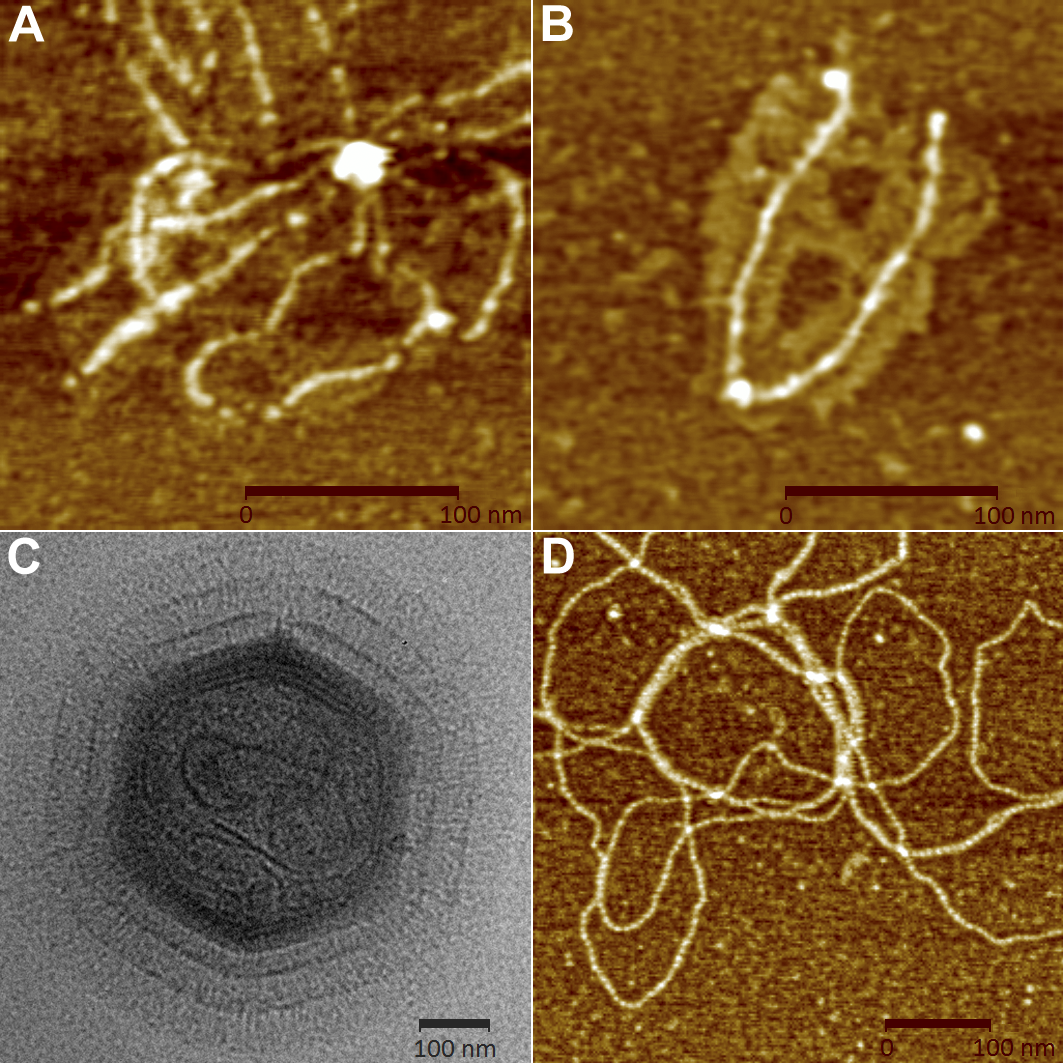
Mimivirus

O sequenciamento do seu genoma foi feita pelo grupo de Jean-Michel Claverie e, através deste estudo, características inéditas foram vistas neste vírus.
O mimivírus é um vírus de DNA, e possui no seu genoma 1 181 404 pares de bases, maior do que o de muitas bactérias (algumas bactérias têm apenas 400 genes), ele contém 911 genes codificadores de proteínas, muito acima do número mínimo de 4 genes necessários para um vírus existir. Análises do seu genoma identificaram genes nunca antes vistos em outros vírus, inclusive genes responsáveis pelo metabolismo de açúcares, lípidos e aminoácidos, inclusive genes responsáveis pela produção de sintetizadores de RNAt.

## Peculiaridades
O mimivírus tem a capacidade de produzir proteínas pelos seus próprios meios e a capacidade de reparação do seu próprio genoma, sendo que todas estas propriedades nunca foram vistas em outros vírus.
No mimivirus 90% de seus genes são utilizáveis, apenas 10% é Homeobox (Arquivo Genético, Passado Génico, ou "Entulho Genético"), ao contrário da maioria dos organismos.
O gigantesco Mimivírus se defende de invasores utilizando semelhante ao sistema CRISPR implementado por bactérias e outros microorganismos. O sistema de defesa do Mimivírus pode levar a descoberta de novas ferramentas de edição de genoma.